# Wuzhen pian
Das Wuzhen pian (chinesisch 悟真篇, Pinyin Wùzhēn piān, W.-G. Wu-chen p'ien, englisch Folios on Awakening to Reality/Perfection / On Awakening to Transcendental Reality – „Über das Begreifen der Wirklichkeit/Essay über das Erwachen zur Wahrheit“) ist ein für die spätere Südliche Schule des Quanzhen-Daoismus  grundlegendes daoistisches Werk aus dem Jahr 1075, worin die Lehre des Neidan – der  Inneren Alchemie bzw. des Inneren Elixiers – dargelegt wird.

## Charakteristika
Sein Autor, Zhang Boduan (張伯端,  Chang Po-tuan; 984–1082), war ein chinesischer Daoist und Gelehrter der Drei Lehren (Konfuzianismus, Daoismus und Buddhismus (Chan); chin. sanjiao yili 三教一理) in der Zeit der Nördlichen Song-Dynastie und einer der Fünf Patriarchen des Südens (Nan wu zu) der Quanzhen-Schule des Daoismus. Einer der Acht Unsterblichen – Lü Dongbin – soll einer der ersten gewesen sein, der sich ausschließlich der Inneren Alchemie zuwandte, von Lüs Schüler Liu Haichan soll Zhang Boduan wiederum sein Wissen erhalten haben.
Im Gegensatz zur daoistischen Schule des Nordens, die Abgeschiedenheit und Zölibat befürwortete, sieht das Wuzhen pian keinerlei Notwendigkeit für eine Zurückgezogenheit. Auch das Verfahren des Äußeren Elixiers/Alchemie (waidan 外丹) lehnt sie ab. Es überträgt die Ausdrucksweise der äußeren Alchemie auf die inneren Wandlungen.
Der Text besteht aus 100 Kapiteln in Versform. Er ist häufig kommentiert worden, allein der Daoistische Kanon enthält zwölf Kommentare und Subkommentare.